# Ingrid Rosén
Ingrid Rosén, född Wik den 25 december 1919 i Näsåker, död den 27 december 2009 i Norrköping, var en svensk författare.
Ingrid Rosén tog realexamen i Sollefteå och flyttade därefter till Stockholm och utbildade sig på Bar-Lock-institutet och arbetade på Postgirot. Hon studerade senare konsthistoria.
Hon gifte sig 1942 med Lennart Rosén och bodde 1943–1950 i Kosta, där maken var glasbrukschef och 1950–1994 i Reijmyre, där Lennart Rosén var ägare och glasbrukschef under 25 år. Hennes första bok, Fem tidiga glaskonstnärinnor, är också en skildring av familjens betydelse för de svenska glasbrukens utveckling.
Hon hade fyra barn, bland andra Ulf Rosén.